# Navabuena
Navabuena es una entidad singular de población del municipio de Valladolid, en la provincia de Valladolid, comunidad autónoma de Castilla y León, España.
Se trata de un exclave de la capital vallisoletana, rodeado por los municipios de Mucientes, Villanubla, Zaratán, Villalba de los Alcores, La Mudarra, Valdenebro de los Valles, Medina de Rioseco y Peñaflor de Hornija.
La inmensa mayoría de los terrenos del enclave son un páramo cultivado con cereal. Como elementos destacables del enclave solo es posible mencionar que sobre él se encuentra la Prisión provincial de Valladolid y parte de la variante en construcción del Aeropuerto de Valladolid, que está en el municipio de Villanubla.
Cuenta con una población de 27 habitantes.